# 多羅班楚鄉 (圖爾恰縣)
44°57′N 28°16′E / 44.950°N 28.267°E
多羅班楚鄉（羅馬尼亞語：Comuna Dorobanțu, Tulcea），是羅馬尼亞的鄉份，位於該國東南部，由圖爾恰縣負責管轄，面積119平方公里，海拔高度90米，2002年人口1,596，人口密度每平方公里13人。